# Goodrich Castle
Goodrich Castle er ruinen af en normannisk middelalderborg nord for landsbyen Goodrich i Herefordshire, England. Den er strategisk placeret, så man har kunnet kontrollere vejen mellem Monmouth og Ross-on-Wye. William Wordsworth har omtalt den som den "mest statelige ruin i Herefordshire", og historikeren Adrian Pettifer betegner den som den "et af de bedste eksempler på engelsk militærarkitektur".
Goodrich Castle menest at være opført af Godric of Mappestone efter den normanniske erobring af England, oprindeligt som en borgbanke med forsvarsværker i træ. I midten af 1100-tallet blev den erstattet af et keep i sten, inden den i slutningen af 1200-tallet blev ud- og ombygget til en koncentrisk borg med luksuriøs beboelsesafdeling og omfattende forsvarsværker. Goodrichs design påvirkede mange andre borge i de efterfølgende år. Bogen blev hovedsæde for den magtfulde Talbot-familie, inden den blev for gammeldags til at bebo i tudortiden.
Under den engelske borgerkrig blev den først okkuperet af rundhovederne og herefter af kavalererne i 1640'erne, og i 1646 blev den belejret med succes af John Birch med hjælp fra den enorme mortérkanon "Roaring Meg", der resulterede i at borgen blev ødelagt og herefter gik i forfald.
I slutningen af 1700-tallet blev den berømt som en malerisk ruin og optræder i på malerier og i digte. Begivenheder på borgen var inspiration til Wordsworths berømte digt "We are Seven" fra 1798.
I 1900-tallet blev det en kendt turistattraktion, og den ejes i dag af English Heritage, der driver stedet.